# Víctor Pradera
Juan Víctor Pradera y Larumbe, né en 1872 à Pampelune et mort en 1936 à Saint-Sébastien, est un homme et théoricien politique espagnol d'idéologie traditionaliste.
Ingénieur et avocat, il fut élu député de Tolosa en 1899, puis de Pampelune en 1918. Il eut au gré des circonstances des relations variables avec divers courants traditionalistes — notamment le carlisme et le mellisme —, dont il est généralement considéré comme un théoricien de premier plan pour les premières décennies du XXe siècle. Víctor Pradera se montrait très attaché à l'unité de l'Espagne et à une conception corporatiste de la société ; préoccupé par les nationalismes périphériques, il combattit activement le nationalisme basque, s'opposant au projet de statut d'autonomie au cours de la Seconde République. Présenté comme un proche du général Franco, ses travaux furent récupérés pour étayer le discours théorique de l'Espagne franquiste.
Il fut exécuté en 1936, au début de la Guerre civile espagnole, par des miliciens républicains.

## Biographie

### Famille et jeunesse

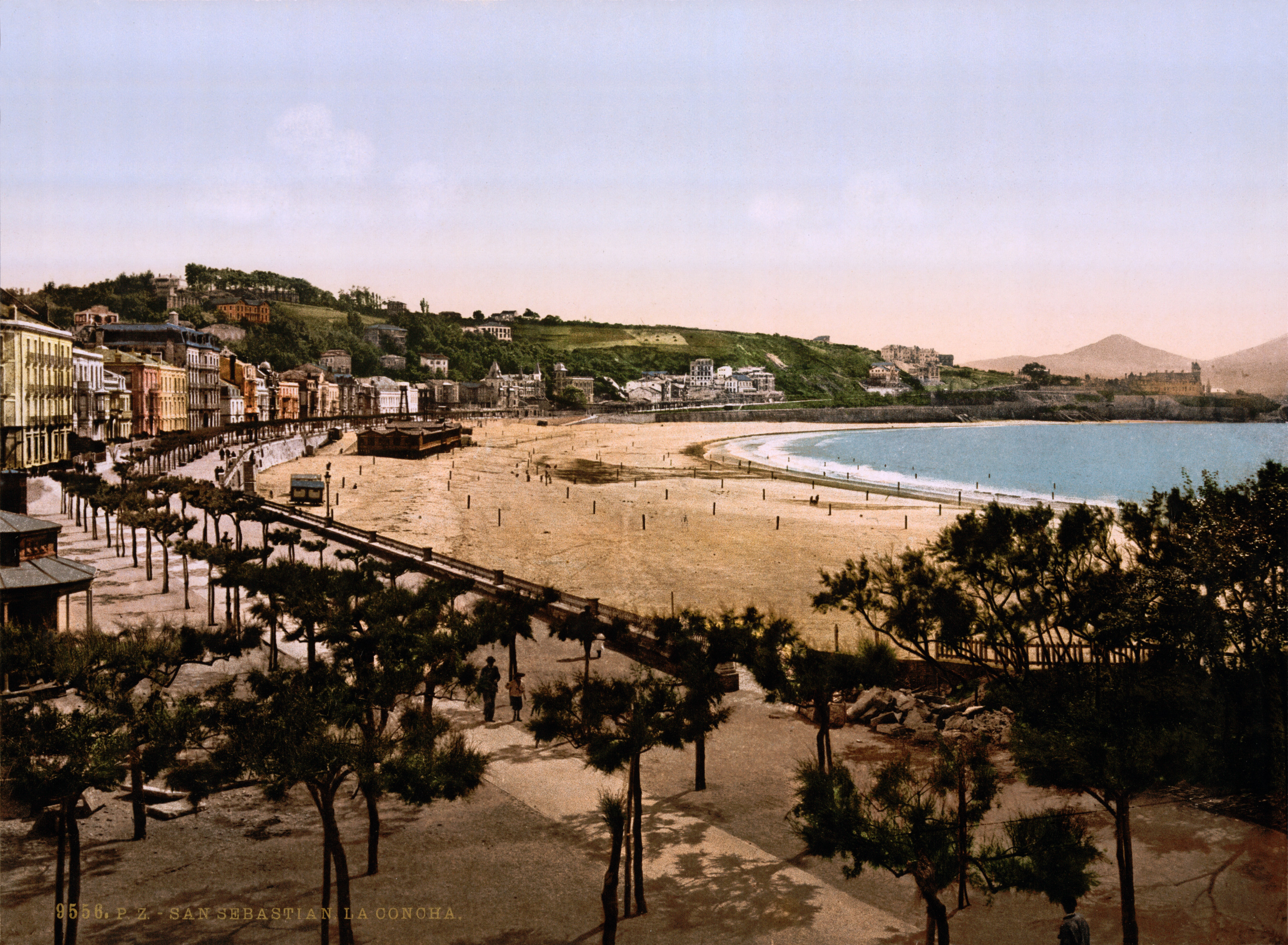
Saint-Sébastien à la fin du XIXe siècle

La famille paternelle de Víctor est originaire du Pays basque français ; son grand-père, Juan Pradera Martinena, résidant dans la ville de Sare (province du Labourd), traversa les Pyrénées et s'installa à Endara de Etxalar. Le père de Víctor, Francisco Pradera Leiza, était Indiano. Dans sa jeunesse, il émigra en Amérique puis passa 16 ans à Cuba ; ayant fait fortune, il revint en Navarre,, et épousa une Pamplonaise, Filomena Larumbe, descendante d'une famille de la petite  bourgeoise. Son père, Ángel Larumbe Iturralde,,, participa à la première guerre carliste dans les rangs des légitimistes et échappa de peu à l'exécution, pour s'installer plus tard à Vera de Bidasoa où il exerça comme notaire,,. Juan Víctor  fut l'aîné de quatre garçons, les trois autres étant Luis, Juan et Germán. En 1879, il s'installa avec sa famille à Saint-Sébastien où son père dirigea une entreprise du secteur de la construction.
Après avoir obtenu le baccalauréat au lycée de Saint-Sébastien en 1887, il passa un an à Bordeaux puis un autre à Bilbao, entama ensuite des études d'ingénieur de voirie à l'université de Deusto,, qu'il poursuivit et termina à Madrid,. Il revint dans le Guipuscoa en 1897 , et s'installa à Tolosa, participant à l'entreprise papetière de son père. Après avoir réussi en tant que gestionnaire, Pradera fusionna l'entreprise familiale dans la Papelera Española de Rafael Picavea (es) dont il devint actionnaire et dans les activités de laquelle il s'impliqua jusqu'au début du XXe siècle.
Au tournant du siècle, il commença des études de droit en qualité d'étudiant non inscrit à Madrid,, qu'il poursuivit pendant 2 ans. Après avoir obtenu son diplôme, il ouvrit à Saint-Sébastien la chancellerie de droit et exerça simultanément comme inspecteur général dans le Corps d'ingénieurs des canaux et ponts. À une date indéterminée, il obtint un doctorat en droit à Madrid. En 1899 Pradera épousa la Donostienne María Ortega,, avec qui il eut 4 enfants, dont Juan José, journaliste et diplomate qui occupa des postes importants du régime franquiste. Le petit-fils de Víctor et fils de ce dernier, Javier Pradera, se fit connaître en tant que journaliste et éditeur antifranquiste et fut un intellectuel important durant la transition démocratique.

### Jeune carliste
Au cours de ses années universitaires, Pradera participa à diverses organisations catholiques et s'intéressa à la politique. Élevé dans un milieu libéral et sans antécédents familiaux — hormis son grand-père maternel —, il se rapprocha du carlisme dans les années 1890, attiré par des conférences auxquelles il avait assité ; contrairement à la plupart des traditionalistes, qui héritaient leur idéologie du contexte familial, Pradera se considérait comme un « scientifique carliste »,. Déjà reconnu en tant qu'orateur, en 1899 il se présenta aux élections générales comme candidat carliste non officiel à Tolosa. Bénéficiant du nouveau rapprochement entre carlistes traditionnels et intégristes, il fut élu contre un candidat gouvernemental, et Matías Barrio le nomma porte-parole du petit groupe parlementaire carliste.
Au lendemain du désastre de 1898, Pradera participa à la première vague de régénéracionnistes, exigeant un changement profond, voire révolutionnaire du système politique de la Restauration. Jeune novice au Parlement, il s'y confronta régulièrement à Silvela, se faisant remarquer par des interventions combinant démonstrations rationnelles et compétences oratoires ainsi qu'un fort tempérament. Réélu en 1901, officiellement dans les rangs du carlisme, il continua de se confronter à ses anciens adversaires libéraux et fit face à des nouveaux, notamment républicains radicaux et nationalistes. Il souhaitait se représenter aux élections suivantes, celles de 1903, mais il renonça finalement pour des raisons financières. En 1904, Pradera fut élu à la Députation forale du Guipuscoa pour Tolosa. Avec Esteban de Bilbao Eguía et Julio Urquijo, il forma une nouvelle génération de militants, promus par le prétendant Charles VII et le chef du parti carliste, le marquis de Cerralbo, dans une tentative de construire un mouvement carliste moderne.

### Carliste dissident

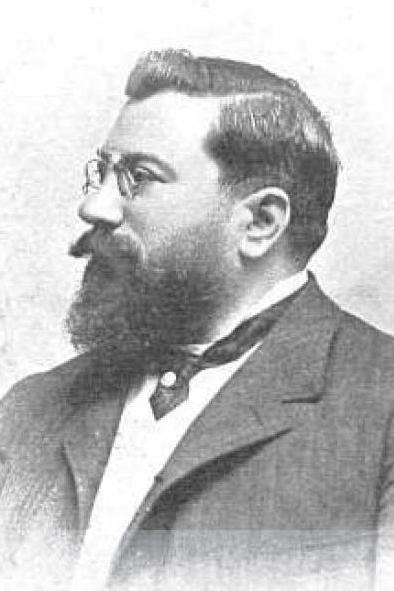
Vázquez de Mella

À la fin de ses mandats parlementaires, Pradera se consacra à sa vie de famille, aux affaires,,, et au travail intellectuel. Il resta engagé dans la vie du parti carliste, malgré une détérioration de ses relations avec les dirigeants locaux. Au cours de la campagne électorale de 1910, il se rapprocha des mauristes et soutint un candidat indépendant ; tous deux furent exclus du parti par le chef de sa section du Guipuscoa, Tirso de Olazábal. Réadmis en 1912, Pradera poursuivit sa carrière d'orateur lors de réunions publiques, abordant un large éventail de thèmes mais se focalisant de plus en plus sur une opposition aux aspirations nationalistes basques émergentes. Pradera bénéficiant d'une reconnaissance au niveau national, le comte de Romanones le nomma en 1917  membre d'une commission extraparlementaire consacrée à la question de l'autonomie catalane. Après son élections aux Cortes en 1918,, il y devint le principal intervenant carliste. Il se lia d'amitié avec le conservateur dissident Antonio Maura mais s'opposa aux tentatives de grandes coalitions politiques visant à sauver le régime de la Restauration de la profonde crise qui le mettait en péril. Conscient du climat prérévolutionnaire alors prégnant en Espagne, il prêchait pour un changement traditionaliste radical.
À cette époque, le jaimisme se trouvait de plus en plus embourbé dans un conflit opposant son principal idéologue, Juan Vázquez de Mella, et le prétendant carliste lui-même. Pradera, ami de Mella et profondément influencé par ses idées, le rejoignit finalement en 1919 dans son Parti catholique traditionaliste,, (PCT). Il anima le journal melliste Diario de Navarra,, — qui s'identifia à sa personnalité durant les dernières années de la Restauration —, se présenta, sans succès, aux élections au Contrès 1919,,. Au cours des dernières années de la Restauration, Pradera fut courtisé en vain par les deux partis du turno, qui lui proposèrent des circonscriptions où son élection eût été assurée ainsi que des postes ministériels,, préférant rester fidèle au PCT, dont il était chef provincial du Guipuscoa.
Au début des années 1920, les relations entre Pradera et Mella se détériorèrent, mais la chronologie et les causes de leurs dissensions ne font pas l'objet d'unanimité dans l'historiographie. Selon certains auteurs, Mella était favorable à une fédération extensive de courants proches d'extrême droite, tandis que la création d'un nouveau parti de droite avait la préférence de Pradera. Selon d'autres, Mella considérait la vision de Pradera trop minimaliste, le soupçonnant de défendre en sous-main la laïcité et d'accepter le parlementarisme. Dans une étude détaillée consacrée au mellisme, l'historien Juan Ramón de Andrés Martín développe l'idée d'un Mella orthodoxe rejetant Pradera en tant que « possibiliste » et « minimaliste »,. Selon Manuel Martorell Pérez au contraire, le conflit entre les deux personnalités ne survint que plus tard, le point de discorde étant l'attitude à tenir envers la dictature de Primo de Rivera,. Prad suivit sa propre voie, emmenant avec lui un certain nombre de mellistes ; Mella lui-même, en proie à des problèmes de santé et amputé des deux jambes, se retira progressivement de la vie publique pour se consacrer à des élaborations théoriques,.

### Social catholique

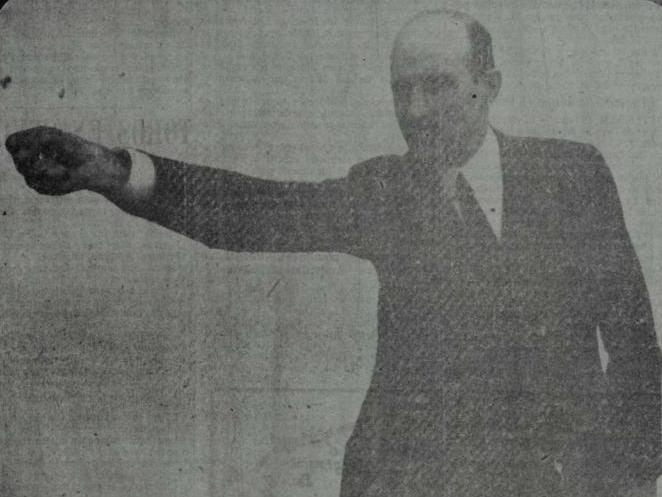
Pradera lors d'un discours en 1918.

En 1922, Pradera fonda le Parti social Populaire, qu'il destinait à être le vecteur d'une nouvelle conception politique possibiliste, incompatible avec l'intransigeance carliste, et qu'il envisageait comme une alliance ouverte plutôt que comme un parti. La plupart des commentateurs suggèrent qu'il fut principalement inspiré par les théories sociales du pape Léon XIII,,,, à cette époque essentiellement diffusées en Espagne par l'école saragossane  de Salvador Minguijón, qui prétendait faire face à la poussée du socialisme que connaissait le pays. Bien que le parti soit parfois variablement décrit comme un lointain précurseur de la démocratie chrétienne, du proto-fascisme ou bien comme une forme renouvelée de traditionalisme, son programme est plus fréquemment présenté comme relevant du social-catholicisme,, sur le modèle Parti du centre catholique allemand. Le slogan du parti était : Religión, Patria, Estado, Propiedad y Familia (« Religion, Patrie, État, Propriété et Famille »). Le PSP opposa à une représentation basée sur un système électoral populaire — avec vote individuel —, préconisant plutôt une représentation corporative ; Pradera appréciait la bonne volonté des démocrates-chrétiens comme Herrera Oria, mais affirmait que le principe du moindre mal qu'ils suivaient ouvrait la porte à la révolution ; il préférait également le monarchisme à l'accidentalisme démocrate-chrétien. Le programme social du PSP incluait une fiscalité progressive et une législation sociale,. Même si certains de ses dirigeants excluaient clairement de prendre pouvoir par la force, Pradera resta plutôt ambigu sur cette question.

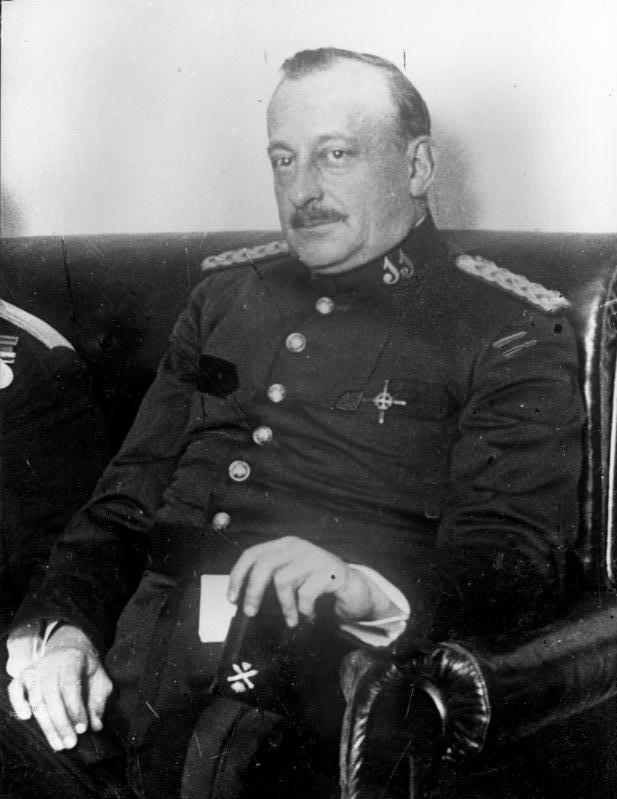
Le général Miguel Primo de Rivera, qui dirigea une dictature en Espagne (1923-1930).

La dictature de Primo de Rivera fut bien accueillie par la militance du PSP ; Pradera l'accueillit avec enthousiasme, y voyant une prometteuse et depuis longtemps attendue incarnation du vieux discours régénérationniste. Primo le sollicita pour un entretien, au cours duquel Pradera suggéra que le nouveau régime devait interdire tous les partis — y compris le sien —, introduire une représentation corporative, construire un gouvernement présidentialiste ainsi qu'un État régionaliste[pas clair],, une vision développée plus loin dans 4 mémorandums qu'il remit au dictateur. Pradera s'engagea à défendre la dictature dans la presse et resta officiellement conseiller de Primo de Rivera jusqu'en 1927, où il entra à l'Assemblée nationale consultative (en). Membre de la section des Projets de lois constitutionnelles, il s'efforça d'institutionnaliser le système en travaillant sur une nouvelle constitution conçue en accord avec les principes corporativistes qu'il défendait,.
L'apport intellectuel de Pradera au régime de Primo de Rivera fut considérable. Cependant, ses relations avec le dictateur commencèrent à se détériorer dès 1924. Pradera fut incommodé par la suffisance qu'il percevait chez le général, qui maintenait les caractéristiques libérales de l'ancien régime, et par l'inertie générale qui persistait face à la nécessité de changement qu'il jugeait impérative. Il considérait l'Union patriotique — le parti unique de la dictature — comme une erreur, s'opposait à la centralisation et était en désaccord avec Calvo Sotelo au sujet de la politique financière, notamment le système fiscal. Bien qu'à la fin des années 1920, Primo de Rivera fût de plus en plus irrité par les critiques de Pradera, ce dernier lui apporta son soutien jusqu'au bout. Ce n'est que longtemps après la chute de la dictature que Pradera commença à la percevoir comme une période de stabilité illusoire, entre la confusion de la crise de la Restauration et le chaos de la République.

### Réintégration du carlisme
Lors de la première campagne électorale de la République, en 1931, Pradera était censé rejoindre la Coalition catholico-forale (es) mais refusa finalement de s'unir aux nationalistes basques qu'il méprisait et se retira,,. Il se rapprocha avec circonspection des jaïmistes, sans rejoindre leur parti,. Ce n'est qu'après la mort de don Jaime qu'en 1932 Pradera décida de rapprocher ses propres partisans — parfois qualifiés de «praderistas» — et ceux de Mella, alors orphelins, de l'organisation carliste unifiée, la Communion traditionaliste, dont il intégra la direction,. Il devint chef du Conseil de culture — l'entité carliste chargée de la synthèse et de la diffusion de l'idéologie — nouvellement créé, devenant ainsi un leader intellectuel formellement reconnu du mouvement. En 1933, il fut élu, au Tribunal des garanties constitutionnelles. En 1934, il se présenta sans succès à sa présidence,. En 1936, il fut admis à l'Académie royale de jurisprudence et de législation[réf. à confirmer].
Bien que proche du carlisme, Pradera se montra peu attaché à la question dynastique revendiquée par le mouvement ; le nouveau prétendant étant un octogénaire sans descendance, il envisagea de reconnaître Don Juan comme roi carliste,,. Au sein de la Comunión, Pradera forma une influente minorité promouvant une vaste alliance monarchiste avec les alphonsins . Il s'engagea totalement dans Acción Española et devint vice-président de la Sociedad Cultural Española, propriétaire officiel de son périodique homonyme. Il fit ensuite partie des principales figures du carlismes intégrant le Bloque Nacional (es),,, dont il intégra le  comité exécutif et élaborant le manifeste — qui traduisait probablement un compromis entre lui et Calvo Sotelo —. Pradera continua à s'opposer à la démocratie chrétienne accidentaliste ; sa campagne contre CEDA fut si virulente que les dirigeants carlistes se sentirent obligés à lui demander de faire preuve de modération.
La volonté de Pradera d'établir une alliance monarchiste eut dans un premier temps l'assentiment des autres dirigeants du parti ; c’était plutôt la base qui ne voyait pas l’intéêt de se mêler aux débris de la dynastie libérale détestée,. Lorsque le prétendant carliste Alphonse-Charles  remplaça Tomás Domínguez Arévalo par l'intransigeant Manuel Fal Conde, Pradera et les autres membres de la Junta[Laquelle ?] démissionnèrent, suscitant critiques et moqueries de la part de partenaires carlistes qui critiquèrent leur ingratitude. Dans le camp monarchiste, Rodezno et Pradera ne pouvaient rivaliser avec la figure intellectuelle de Calvo Sotelo. Faisant face au sentiment grandissant que les alphonsins prenait le dessus au sein du Bloque Nacional, Fal Conde décida de se retirer. Pradera se conforma malgré une certaine réticence et se concentra sur la lutte contre la laïcisation, la démocratie, le socialisme, le nationalisme et tous les maux perçus de la république à travers la rédaction d'articles de presse et de livres.

### Emprisonnement et exécution

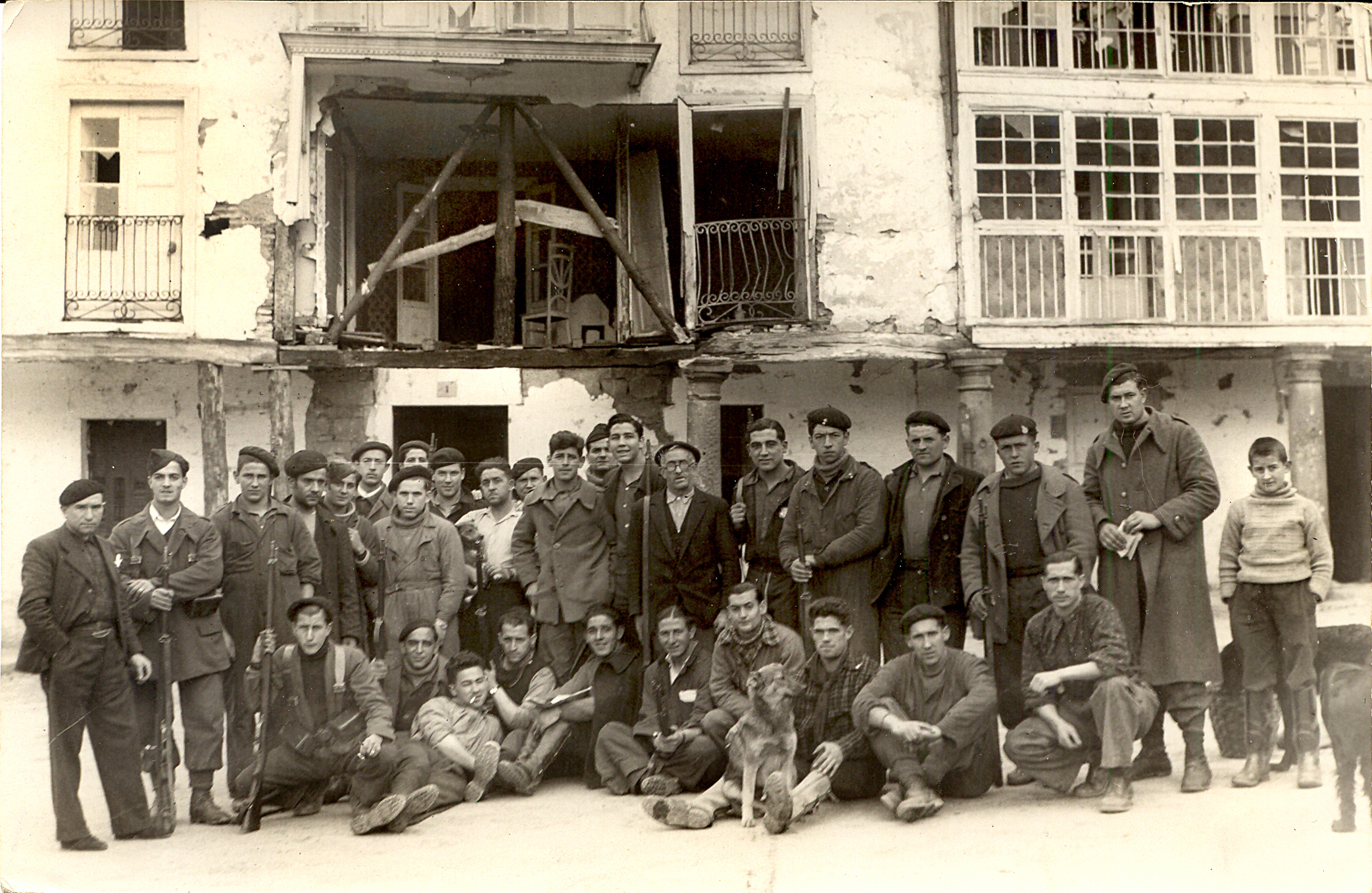
Milice républicaine basque à Elgeta (Guipuskoa) au début de la guerre civile espagnole.

La contribution de Pradera au coup d'État anti-républicain consista principalement à mener des pourparlers avec ses potentiels alliés alphonsins en Navarre et au Pays basque, bien que l'ampleur exacte de son engagement demeure inconnue,. En février 1936, il déclina la proposition de Franco de le rejoindre aux îles Canaries,. Informé du coup d'État en gestation et soucieux de ne pas être considérer comme un lâche, il annula une visite officielle en France, prévue le 13 juillet 1936 dans le cadre de ses fonctions au Tribunal de Garantías, et préféra rester à Saint-Sébastien. Il tenait également à ne pas quitter sa fille, dont l'accouchement était imminent. Il aurait déclaré à Rodezno le 16 juillet 1936 — veille du soulèvement — : « Thomas, que Dieu nous aide. Si nous échouons, on nous tranchera la gorge ».
Durant les premiers jours de l'insurrection, Pradera resta donc à Saint-Sébastien, où le coup d'État échoua et il se retrouva coupé de la zone nationaliste. Début août il fut arrêté par la milice républicaine basque et détenu à la prison d'Ondarreta ; son fils Javier le rejoignit peu après. Les récits de ses derniers jours sont contradictoire. La plupart des sources affirment qu'il fut jugé par un tribunal populaire de fortune et condamné à mort,, ; d'autres suggèrent que la ville étant déjà assiégée par les nationalistes, les unités de la milice républicaine prirent la prison d'assaut, craignant une libération des détenus. Le 6 septembre, au sein d'un groupe d'autres prisonniers, Pradera fut conduit au cimetière de Polloe et exécuté, son fils connaissant le même sort peu de temps après. À titre posthume, Franco conféra à Víctor Pradera le titre de comte de Pradera en 1949.

## Idéologie et travaux théoriques

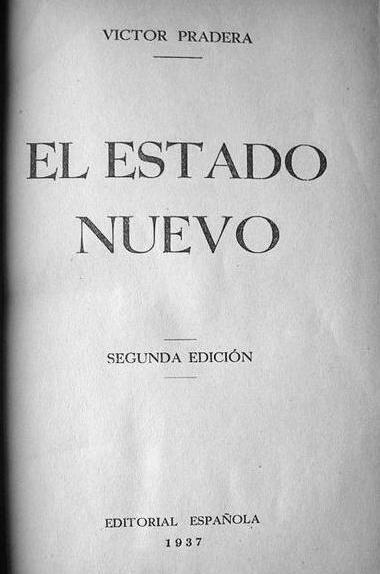
El Estado Nuevo (« Le Nouvel État »), livre de Pradera publié en 1935.

Pradera élabora sa conception politique pendant une quarantaine d'années et il l'exposa finalement dans El Estado Nuevo, livre publié en 1935 — contenant des articles publiés dans Acción Española tout au long de l'année précédente —. Sa théorie est généralement considérée comme ancrée dans les œuvres de Vázquez de Mella, que Pradera considérait comme son maître intellectuel. Parmi les autres sources d'inspiration qu'on lui attribue figurent les encycliques papales, Charles Maurras, Juan Donoso Cortés et, surtout, Thomas d'Aquin,,.
Selon Pradera, l'homme n'a de droits que dans la mesure où ils sont associés de devoirs envers Dieu et sont inacceptables au sens des « droits de l'homme » sacralisés et inaliélables de la vision rousseauiste. Les hommes forment naturellement différentes entités (familles, guildes, régions, etc.) qui interagissent les unes avec les autres. Elles sont surmontées d’une nation, qui est une société de sociétés organiquement constituée. Une nation s’exprime mieux sous la forme d’une monarchie, son unité étant assurée par le Roi et l’Église.  Les pouvoirs royaux sont limités par les principes de l'ordre divin et par la souveraineté des composants de la nation,. L'expression de cette souveraineté ne peut se faire par le biais d'une représentation démocratique individuelle mais par une représentation organique. Pour éviter la fragmentation de chaque société provoquée par le recours aux partis, les Cortes — le Parlement — devraient être composées de représentants de 6 classes principales, ainsi que de délégués de divers corps de l'État. La loi est définie par le roi, avec le rôle auxiliaire des Cortes et du Conseil. L’État est une structure plutôt renfermée sur elle-même ; ses principales responsabilités sont la sauvegarde du pays, le maintien de l'ordre intérieur et la mise en œuvre de la Justice. Les principes catholiques fournissent la logique et l’État corporatif fournit les mécanismes appropriés pour résoudre les problèmes sociaux et mettre en œuvre la répartition des richesses. La manière dont ces principes doivent être concrètement mis en œuvre n'est pas clairement définie. Pradera accusait Ortega y Gasset, l'un des plus grands intellectuels républicains, de remettre en question toute la science politique et de réduire la politique aux circonstances historiquesSoto Carrasco 2007, p. 5.

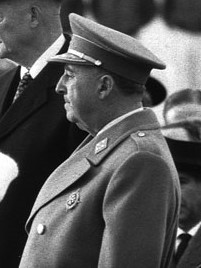
Le général Franco.

El Estado Nuevo fut accepté avec enthousiasme par les carlistes,, Pradera remplaçant Mella comme leur principal théoricien. D'autres secteurs de la droite espagnole, privés de travaux comparables, considérèrent son œuvre avec respect, voire avec envie. L'influence de Pradera sur Franco reste débattue. En 2004, il est présenté dans le journal conservateur ABC comme « un homme inconnu et oublié » aujourd'hui » mais qui fut néanmoins « l'un des icônes et piliers du franquisme » et de nombreux chercheurs considèrent effectivement Pradera comme l'un des maîtres du Caudillo — El Estado Nuevo est parfois présenté comme ayant exercé une importance primordiale sur sa pensée politique —, ; ils soulignent le prologue que le dictateur fit à l'édition de 1946 des œuvres de Pradera et d'autres références ultérieures. Selon eux, l’Estado Nuevo est un précurseur de l’État franquiste et de son discours théorique simple,. Certaines études approfondies sur le franquisme affirment ainsi que le régime était lié au traditionalisme plutôt qu’au fascisme,.
L'importance des travaux théoriques de Pradera au sein du courant traditionaliste ne fait pas l'objet de considérations unanimes parmi les commentateurs contemporains. Il a été décrit comme une figure pivot dans le processus de fusion progressive du carlisme dans une plus vaste extrême droite entre 1876 et 1936. Les études les plus détaillées suggèrent que sa vision se situe quelque part entre social-catholicisme et corporatisme, les incarnations européennes les plus proches ayant été l'Autriche de Dolfuss et le Portugal de Salazar. D'autres parlent de « traditionalisme »,, de « traditionalisme national », de « monarchisme néotraditionaliste corporatif », de « corporatisme sociétal », d'« organicisme », d'« autoritarisme réactionnaire » ou simplement « autoritaire », de « proto-fascisme », de « fascisme traditionaliste » voire d'un « magma intellectuel ».

### Régionalisme

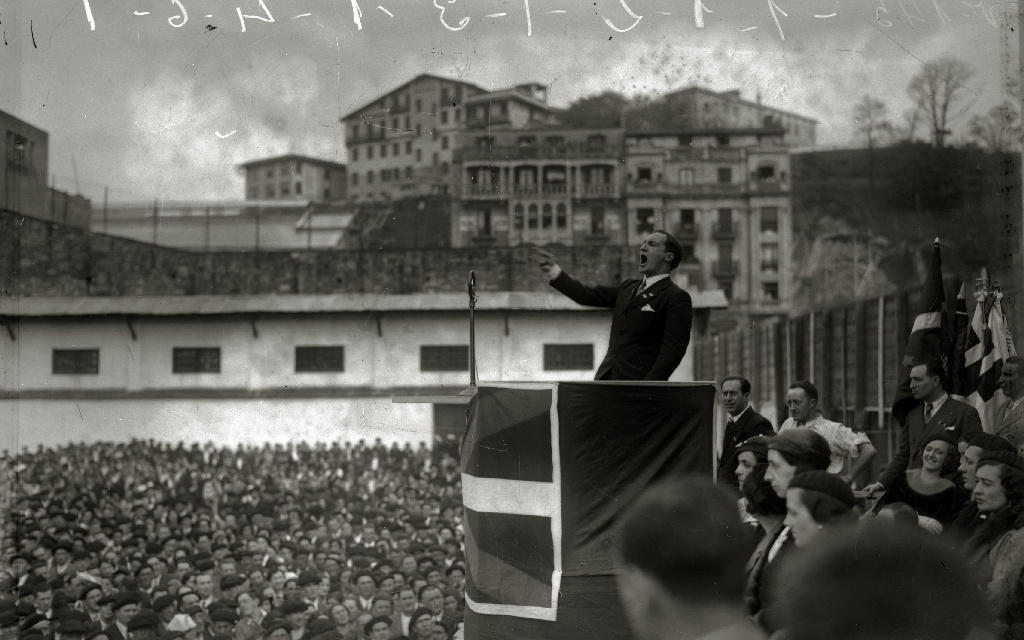
Discours du nationaliste basque José Antonio Aguirre à Saint-Sébastien en 1933.

La composante régionaliste est fondamentale dans la théorie de Pradera et revenait également comme un fil conducteur important de ses activités politiques. Dans le discours actuel — en particulier au Pays basque — Pradera est principalement connu que pour sa position sur le sujet de l'autonomie régionale, généralement comme un ennemi juré des minorités nationales. On rapporte qu'il parlait parfaitement basque.
Dès le début de sa carrière, Pradera se déclara défenseur défenseur des fueros du régionalisme traditionnel, et s'identifia strictement comme un régionaliste,. Dans sa conception politique, les régions, munies de leurs institutions juridiques, économiques et sociales spécifiques, figuraient parmi les entités clés constituant une nation ; ses conseils à Primo de Rivera défendaient un État aux claires caractéristiques régionalistes. Selon sa vision, les fueros ne fournissent cependant pas de cadre juridique autonome, mais constituent au contraire un pacte entre une région et l’État espagnol,. Par conséquent, il combattit constamment  tous les courants qu'il jugeait propices au séparatisme ou ceux favorables à l'autonomie politique : il affronta la Liga Foral Autonomista de Gipuzkoa, fustigeant les arguments wilsoniens sur l'autodétermination, combattant les théories avancées par Sabino Arana et Arturo Campión, et les projets d'autonomie basque de la fin de la Restauration,,, réprimandant publiquement Primo de Rivera qu'il accusait d'avoir favorisé le séparatisme, combattant les projets d'autonomie vasco-navarrais pendant la République avec une hostilité particulière envers l'idée d'une incorporation de la Navarre dans le projet autonome et votant contre la loi catalane sur les contrats de culture (en) au Tribunal des garanties constitutionnelles,.
Pradera niait que les Basques ou les Catalans eussent une identité politique distincte, fût-elle ancienne ou contemporaine, et il s'opposa furieusement au racisme qui imprégnait certains discours du nationalisme basque,. Reconnaissant leur statut ethnique distinct, il considérait les minorités comme des peuples, faisant partie intégrante de la nation politique espagnole. Il dénonça constamment ce qu'il considérait comme des mythes nationalistes inventés et s'efforça de prouver que les Basques n'avaient pas constitué une entité culturelle unitaire ni jamais possédé une identité politique commune. Alors que la confrontation aux revendications politiques des nationalismes basque et catalan devenait un fil conducteur majeur de l'activité de Pradera, motivé par le souci de l'unité de l'Espagne, il devint rapidement le principal ennemi des nationalistes basques, qui l'accusaient d'espagnolisme, d'hyperpatriotisme et de jingoïsme,.